# 莫宛螢
莫宛螢（Mok Uen Ying Juanita，1995年7月13日—）是香港女子武術運動員、鋼琴家、歌手。

## 簡歷
莫宛螢為家中獨女，8歲開始學習武術，起初練習長拳，及至2007年跟隨前港隊代表兼世界冠軍李暉學習太極，曾於2010年世青賽奪兩金、2013年亞青賽奪三金。她在2013年開始成為全職運動員。
2017年8月，莫宛螢代表香港參加在臺北舉行的夏季世界大學生運動會，她在太極拳/太極劍全能賽以總成績19.10分完成，贏得一面銅牌。同年11月，莫宛螢參加在中國四川峨眉山市舉行的第七屆世界傳統武術錦標賽，贏得太極劍和太極拳兩面金牌。
2018年8月，莫宛螢代表中國香港參加2018年亞洲運動會，在女子太極拳及太極劍全能賽以總分19.42贏得銀牌。

## 個人榮譽
- 香港傑出運動員選舉

「香港傑出運動員」（2018年）

## 外部連結
- 莫宛螢的Facebook專頁
- 莫宛螢的Instagram帳戶